# Magyd Cherfi
Magyd Cherfi, né le 4 novembre 1962 à Toulouse, est un chanteur, écrivain et acteur franco-algérien, membre fondateur du groupe Zebda. Il s'est fait connaître du grand public avec le tube Tomber la chemise. En littérature, son premier récit autobiographique Ma part de Gaulois, en lice pour le prix Goncourt, rencontre un véritable succès critique et commercial, avec près de 90 000 exemplaires vendus et une adaptation au cinéma.

## Biographie

### Enfance et débuts (1962–1985)
Issu de parents d'origine algérienne, Magyd Cherfi passe son enfance à Toulouse. À l'âge de 11 ans en entrant au collège, il découvre le rugby. Dès le lycée, il écrit des scénarios de films amateurs, mais il échoue au concours d'entrée de l'IDHEC (Institut des hautes études cinématographiques). Dès sa jeunesse, il écrit des poèmes pour ses camarades. Il a alors une passion pour la littérature.

### Zebda (1985–2003, 2008–2015)
En 1985, il commence à chanter avec des amis qui constitueront plus tard le groupe Zebda. Il est l'auteur de tous les textes du groupe. En 1999, pendant l'apogée du groupe Zebda, il est décoré en tant que chevalier des Arts et des Lettres.
Entre 2004 et 2008, il se consacre à sa carrière solo et sort ses deux premiers albums solo. Entre 2008 et 2015, il reprend du service avec Zebda repart pour deux nouveaux albums suivis de tournées à travers la France.

### Cité des étoileset collaboration avec Tiken Jah Fakoly (2004–2007)
Lorsque Zebda fait une pause en 2003, Magyd réalise un album solo, Cité des étoiles, qui sort le 2 mars 2004 et qu'il promeut lors de sa toute première tournée en solo sans le groupe. Dans le même temps, il fait paraître son premier livre Livret de famille chez Actes Sud, un recueil de nouvelles à caractère autobiographique.
Parallèlement aux projets publiés sous son nom, le chanteur toulousain commence à se consacrer à l'écriture pour d'autres chanteurs : en 2003, il écrit le single Des deux côtés de Cheb Mami, interprété par le chanteur de raï avec Mouss & Hakim, ses deux acolytes de Zebda. Il reprendra ce titre dans C'est par ma mère, extrait de son premier album solo.
En 2004, il commence sa collaboration avec le chanteur ivoirien Tiken Jah Fakoly. L'auteur toulousain écrit deux titres de l'album Coup de gueule : Où veux-tu que j'aille et Tonton d'Amérique. L'année suivante, il co-interprète ce dernier titre en live au Grand Rex de Bernard Lavilliers avec Tiken Jah Fakoly.
En 2007, il écrit à nouveau cinq textes de l'album L'Africain du chanteur ivoirien : Ouvrez les frontières (avec Soprano), Soldier (avec Akon), Africain à Paris, adapté d'Englishman in New-York de Sting, Non à l'Excision et Où aller où.

### Pas en vivant avec son chienet politique (2007–2015)
Son deuxième album, Pas en vivant avec son chien, sort le 10 avril 2007. Magyd le défend lors d'une nouvelle tournée en solo. Dans le même temps, il publie un second recueil de nouvelles, La trempe, chez Actes Sud. À cette occasion, le chanteur toulousain, déjà bien connu pour ses prises de position politiques au sein du mouvement Motivés ! et sa candidature aux élections municipales, mène sa campagne dans l'univers virtuel Second Life. Par ailleurs, il était un soutien officiel de José Bové pour l'élection présidentielle de 2007 et un soutien du Front de Gauche pour les élections européennes de 2009.
À l'élection municipale de 2008 à Toulouse, il occupe la 67e place sur la liste du socialiste Pierre Cohen, geste qui lui a été reproché par les autres membres du mouvement  Motivés !. En décembre 2008, interrogé au sujet de son prochain album solo, Magyd répond : « Pour mes deux premiers albums, j'étais trop pressé. Je vais faire attention de ne pas aller trop vite ».
En 2010, il écrit trois titres de l'album African Revolution de Tiken Jah Fakoly : Il faut se lever, Sors de ma télé et l'Afrique attend.
Le 14 novembre 2015, à la suite des attentats de Paris, il publie une tribune intitulée Carnages dans le journal Libération. Cette dernière fait le tour du web et le mène sur des chaînes de télévision et des stations de radio.

### Ma part de GauloisetCatégorie reine(2016–2021)
Après 9 ans sans sortir d'album solo, il lance en janvier 2016 une campagne de financement participatif sur KissKissBankBank pour récolter des fonds afin de produire son nouvel album qui connaît un fort engouement et dépasse les 50 % de son objectif en une semaine pour atteindre finalement 112 % de l'objectif visé en 60 jours de collecte[réf. nécessaire]. À cette occasion, il sort le 18 février 2016 le titre Tu, premier extrait du futur album dont le titre de travail est annoncé comme étant L'Épreuve reine. En août 2016, il publie chez Actes Sud son troisième récit, Ma part de Gaulois, qui se retrouve dans la première sélection du prix Goncourt 2016. Le 13 octobre 2016, il est lauréat du prix Le Parisien Magazine parrainé par Laurent Ruquier. Le livre rencontre un véritable succès critique et commercial, vendu à près de 90 000 exemplaires. Le livre est adapté au cinéma en 2024 par Malik Chibane, sous le même titre Ma part de Gaulois.
Venu présenter son nouveau livre Ma part de Gaulois dans l'émission On n'est pas couché diffusée le 29 octobre 2016, il annonce à Laurent Ruquier la sortie fin février 2017 de son nouvel album solo dont il confirme le titre comme étant non plus L'Épreuve reine mais Catégorie reine. Finalement, Catégorie reine paraît officiellement le 31 mars 2017. Après la tournée Ma part de Gaulois de « lectures, rencontres et dédicaces » de son livre éponyme menée de septembre 2016 à avril 2017 et la tournée concomitante Longue haleine de « lectures musicales » du même livre menée d'octobre 2016 à avril 2017, Magyd se lance en mai 2017 dans Un Tour de Magie, une grande tournée de concerts de près de deux années commencée le 12 mai 2017 à Bourgoin-Jallieu (Les Abattoirs) et achevée le 23 mars 2019 à Saint-Maurice-l'Exil (Espace Louis-Aragon). Le répertoire de la tournée comprend la quasi-intégralité du nouvel album, quelques chansons des deux premiers albums, quelques reprises de Zebda et Mimi la douce, la reprise de Pierre Perret issue de sa collaboration discographique (en 2017) avec Les Ogres de Barback.

### Toulouse Contour (depuis 2011)
Formé en 2011 par Magyd Cherfi, Michel Armengot alias Art Mengo et Yvan Cujious, le trio Toulouse Contour (TCT) donne ses premiers concerts dès 2013 (lors desquels il interprète des reprises de Francis Cabrel, Nino Ferrer, Claude Nougaro, Pierre Perret, Juliette, Pierre Vassiliu, Marcel Amont, Gold, Jean-Pierre Mader ou Pierre Groscolas...).
Cependant, c'est seulement le 28 janvier 2022 qu'il publie son tout premier album (de chanson française) intitulé Le temps additionnel (chez Bleu Citron / L’Autre distribution) accompagné du single Demain, demain. Le trio y est accompagné d'une batterie et d'un accordéon. « Fruit de plusieurs mois de travail », l'album comprend 10 titres : 5 reprises (Le Sud de Nino Ferrer, Les murs de poussière de Francis Cabrel, Lady Lay de Pierre Groscolas, Oualalaradime de Zebda... des chansons que le groupe reprenait déjà sur scène) et 5 chansons originales (aux textes signés Magyd Cherfi). Certaines sont empreintes de nostalgie : Le temps additionnel, Demain demain, Le blues du popotin, Les mots tendres, Mon enfance. L'album se veut « le chaînon manquant entre la chanson d’hier et le groove du moment ».
Le groupe se produit le 23 janvier 2022 à Pithiviers, le 28 à Comines-Warneton en Belgique, le 8 février au Café de la Danse à Paris et le 12 mars 2022 à Tourouvre,,.
Le 27 septembre 2023, le groupe annonce un nouveau concert (toujours accompagné de Laurent Derache à l'accordéon et Franck Camerlynck aux percussions mais aussi pour l'occasion d'Yves Jamait) pour le samedi 7 octobre 2023 à La Cave d'Argenteuil, la chanteuse Enzo Enzo remplaçant Magyd Cherfi.
Le 29 septembre 2023, le groupe annonce un autre concert, toujours avec la chanteuse Enzo Enzo, pour le samedi 30 septembre 2023 (à 20h30) aux Fuseaux à Saint-Dizier. Enzo Enzo remplace ainsi Magyd Cherfi au sein du groupe sur ces deux dates.

### Premier roman et première adaptation au cinéma (2024)
Le 3 janvier 2024, Magyd Cherfi présente son premier roman, en rupture avec les récits autobiographiques ou recueils de textes qu'il avait jusqu'alors l'habitude d'écrire. Intitule La vie de ma mère !, il est une forme d'hommage féministe à sa mère. Le livre rencontre un succès critique et figure dès sa sortie dans la sélection du Grand Prix RTL - Lire Magazine Littéraire 2024. Dans la foulée, il le présente dans La grande librairie et offre un portrait à sa mère dans Le Monde. Il est lauréat du Prix littéraire Cheval Blanc 2024, récompensant les primo-romanciers, dans un jury présidé par Sanseverino.
Le 31 janvier 2024, l'adaptation de son premier récit autobiographique sort au cinéma : Ma part de Gaulois, réalisé par Malik Chibane. La bande-originale du film est composée par Magyd Cherfi, qui ne prend pas part à l'adaptation du scénario. C'est la deuxième musique de film qu'il compose après celle du documentaire Comme des lionnes de Farid Haroud, consacré à l'équipe féminine de l'Olympique Lyonnais.

### Nouvel albumLe propre des ratures(2024) et parrainages
Le 28 avril 2024, le chanteur annonce la sortie d'un nouvel album studio, Le propre des ratures, qu'il autoproduit et qu'il présente sur son site web comme « [s]on dernier opus » sans qu'on sache exactement s'il s'agit du dernier en date ou du tout dernier de sa carrière. Son titre résume son inspiration première, « l'imperfection comme idéal ». Sorte d'hommage à sa carrière musicale, il l'a composé en « [s]e remémorant les genres, les styles qui ont bercé les pires comme les meilleurs moments de [s]a vie ». L'album est un concentré de tout ce qu'« [il a] aimé, de ce qu'« [il est] devenu, quelque chose du rock blanc épicé de contretemps, un rêve du mélange tant espéré ». Ses textes se réclament d'influences « cosmopolites et wokes », il le dit « racisé mais sans que les particularités l’emportent sur l’universel, tout moi ».
Quelques jours plus tard, il présente un clip, La femme du soldat inconnu, réalisé par le dessinateur et auteur de bande dessinée Aurel (avec qui il collabore pour la seconde fois depuis le clip vidéo On part que ce dernier avait déjà réalisé). Ce titre est une reprise du groupe Femmouzes T. et un hommage à sa chanteuse Françoise Chapuis (disparue en 2023), compositrice de la chanson originellement parue en 2005 sur l'album Tripopular. L'album paraît le 31 mai 2024. La pochette  est également signée par Aurel qui, dans la version physique, accompagne chaque titre d'un dessin.
À l'été 2024, Nike et le Toulouse Football Club lui confient la présentation du nouveau maillot extérieur du club toulousain pour la saison 2024-2025. En octobre suivant, il est coprésident de la 37e édition du Festival du livre de Mouans-Sartoux et parrain d'honneur de la 35e édition du Festival du film arabe de Fameck, qui projette son film autobiographique Ma part de gaulois à cette occasion.

## Discographie

### Albums studio
- 2004 : Cité des étoiles (Lale et Kino Production)

1. Ma place… (Et ce qui va avec)
2. Les grandes
3. Qu’est-ce que ça change
4. En enfer
5. C’est par ma mère
6. Je suis franc
7. Cité des étoiles
8. Le bouchon de la cocotte
9. L’alphabet syndical
10. Latine est ma racine
11. L’adjectif
12. Classée sans suite

- 2004 : Cité des étoiles (édition limitée)

1. Ma place… (Et ce qui va avec)
2. Les grandes
3. Qu’est-ce que ça change
4. En enfer
5. C’est par ma mère
6. Je suis franc
7. Cité des étoiles
8. Le bouchon de la cocotte
9. L’alphabet syndical
10. Latine est ma racine
11. L’adjectif
12. Classée sans suite
13. L’utile et l’agréable
14. C’est la fête
15. Conte des noms d’oiseaux

- 2007 : Pas en vivant avec son chien
- 2017 : Catégorie reine
- 2024 : Le propre des ratures

1. Les petites attentions
2. Je voudrais pas mourir
3. La chanson du crocodile
4. Reda reda
5. La femme du soldat inconnu
6. La beauté intérieure
7. De l'avis des observateurs
8. Le blues du balayeur
9. Tamalou
10. 60 et des poussières
11. Nous, les filles

### Avec Zebda
- 1992 : L'Arène des rumeurs
- 1995 : Le Bruit et l'odeur
- 1998 : Essence ordinaire
- 2002 : Utopie d'occase
- 2012 : Second tour
- 2014 : Comme des Cherokees

### Avec Toulouse Contour
- 2022 : Le temps additionnel

## Filmographie
- 2002 : Le Bruit, l'Odeur et Quelques Étoiles d'Éric Pittard : lui-même
- 2006 : L'École pour tous d'Éric Rochant : le père de Brendon
- 2018 : Moi, Magyd Cherfi - Portrait intimiste d'un chanteur devenu écrivain de Rachid Oujdi : lui-même.
- 2024 : Ma part de Gaulois de Malik Chibane : adapté de son récit, compositeur de la musique originale.

## Participations diverses
- 2001 : il fait partie du collectif Les Oiseaux de passage qui reprend des textes de Georges Brassens en hommage à l'artiste disparu.
- 2002 : il participe à l'album en hommage à Serge Reggiani, Autour de Serge Reggiani en hommage à l'artiste en reprenant Ballade pour un traître.
- 2003 : il écrit le texte Des deux côtés pour le chanteur de raï algérien Cheb Mami.
- 2004 : il écrit les textes Tonton d'América et Où veux-tu que j'aille pour le chanteur de reggae ivoirien Tiken Jah Fakoly.
- 2005 : il écrit le texte La Femme du Soldat inconnu pour le troisième album des Femmouzes T.
- 2005 : Il écrit cinq des onze textes de l'album de Mouss et Hakim, ses compagnons au sein de Zebda.
- 2006 : il participe à l'album en hommage au chanteur belge Arno Putain, putain, une tribu pour Arno en hommage à l'artiste en reprenant Lola, etc..
- 2007 : il écrit les textes Ouvrez les frontières, Soldier, Africain à Paris, Non à l'excision et Où aller où pour Tiken Jah Fakoly.
- 2007 : il participe à l'album Du simple au néant des Ogres de Barback sur le titre Pardon Madjid.
- 2007 : Il écrit les textes Je te promets, De l'eau de l'air, Souffrir et Une Faim pour l'album éponyme de Mellino.
- 2010 : il écrit les textes Il faut se lever, Sors de ma télé et L'Afrique attend pour Tiken Jah Fakoly.
- 2011 : il participe à l'album Paris - Hollywood de Akli D sur le titre Tiziri.
- 2012 : il interprète le couplet de fin sur le titre Alger pleure de Médine pour l'album Made in.
- 2017 : il participe à l'album collaboratif Au café du canal - La Tribu de Pierre Perret réalisé par Les Ogres de Barback en interprétant le titre Mimi la Douce.
- 2018 : il interprète Félix le dauphin dans Le Grand Voyage d’Annabelle.
- 2019 : il écrit le texte Je Chante pour l'album Oumniya de Souad Massi.
- 2019 : il participe à l'album Amour Grises & Colères Rouges des Ogres de Barback avec le titre Il y a ta bouche.
- 2022 : il écrit les textes Mama et Tu es pour l'album Awa de Samira Brahmia.
- 2023 : il compose la musique originale du documentaire Comme des lionnes de Farid Haroud.
- 2024 : il est parrain de la 10e édition de l'évènement Librairies d'un jour[31] organisé par Paris Librairies et la Mairie de Paris.
- 2024 : il dévoile le nouveau maillot extérieur du Toulouse Football Club pour la saison 2024-2025.
- 2024 : il est coprésident de la 37e édition du Festival du livre de Mouans-Sartoux avec Edgar Morin et Isilde Le Besco.
- 2024 : il est parrain d'honneur de la 35e édition du Festival du film arabe de Fameck.

Depuis 2018, il parraine le tremplin « Jeunes Découvertes » du Festival Pause Guitare : le Prix Magyd-Cherfi est décerné chaque année à des artistes émergents francophones.
Depuis 2021, il présente tous les jeudis soir sur France 3 Occitanie la case documentaire La France en vrai.

## Publications
- Magyd Cherfi, Livret de famille, Actes Sud, 2004  (ISBN 2-7427-4806-7)
- Magyd Cherfi, La Trempe, Actes Sud, 2007  (ISBN 2-7427-6904-8)
- Magyd Cherfi, Ma part de Gaulois, Actes Sud, 2016  (ISBN 978-2-330-06652-9)
- Magyd Cherfi, La part du Sarrasin, Actes Sud, 19 août 2020[35]  (ISBN 978-2-330-13517-1)
- Magyd Cherfi, La vie de ma mère !, Actes Sud, 2024  (ISBN 978-2-330-18648-7) (roman)

## Distinctions

### Décorations
- 1999 :  Chevalier de l'ordre des Arts et des Lettres
- 2017 :  Commandeur de l'ordre des Arts et des Lettres[36]

### Récompenses
- 2000 : NRJ Music Awards pour Tomber la Chemise (meilleur chanson francophone) et Essence Ordinaire (meilleur album francophone) (avec Zebda)
- 2000 : Victoires de la musique pour Tomber la Chemise (meilleur chanson originale) et meilleur groupe découverte avec (Zebda)
- 2007 : Prix Marguerite-Audoux pour La Trempe[37]
- 2007 : Prix Beur FM pour La Trempe
- 2016 : Prix Le Parisien Magazine pour Ma part de Gaulois[14]
- 2016 : Prix Beur FM Méditerranée pour Ma part de Gaulois[38]
- 2016 : Prix des députés pour Ma part de Gaulois[39]
- 2024 : Prix littéraire Cheval Blanc pour La vie de ma mère[24]